# Beddomeia trochiformis
Beddomeia trochiformis е вид коремоного от семейство Hydrobiidae. Видът не е застрашен от изчезване.

## Разпространение
Разпространен е в Австралия (Тасмания).